# Othreis intricatus
Othreis intricatus là một loài bướm đêm trong họ Erebidae.